# Gesellschaft zu Kaufleuten

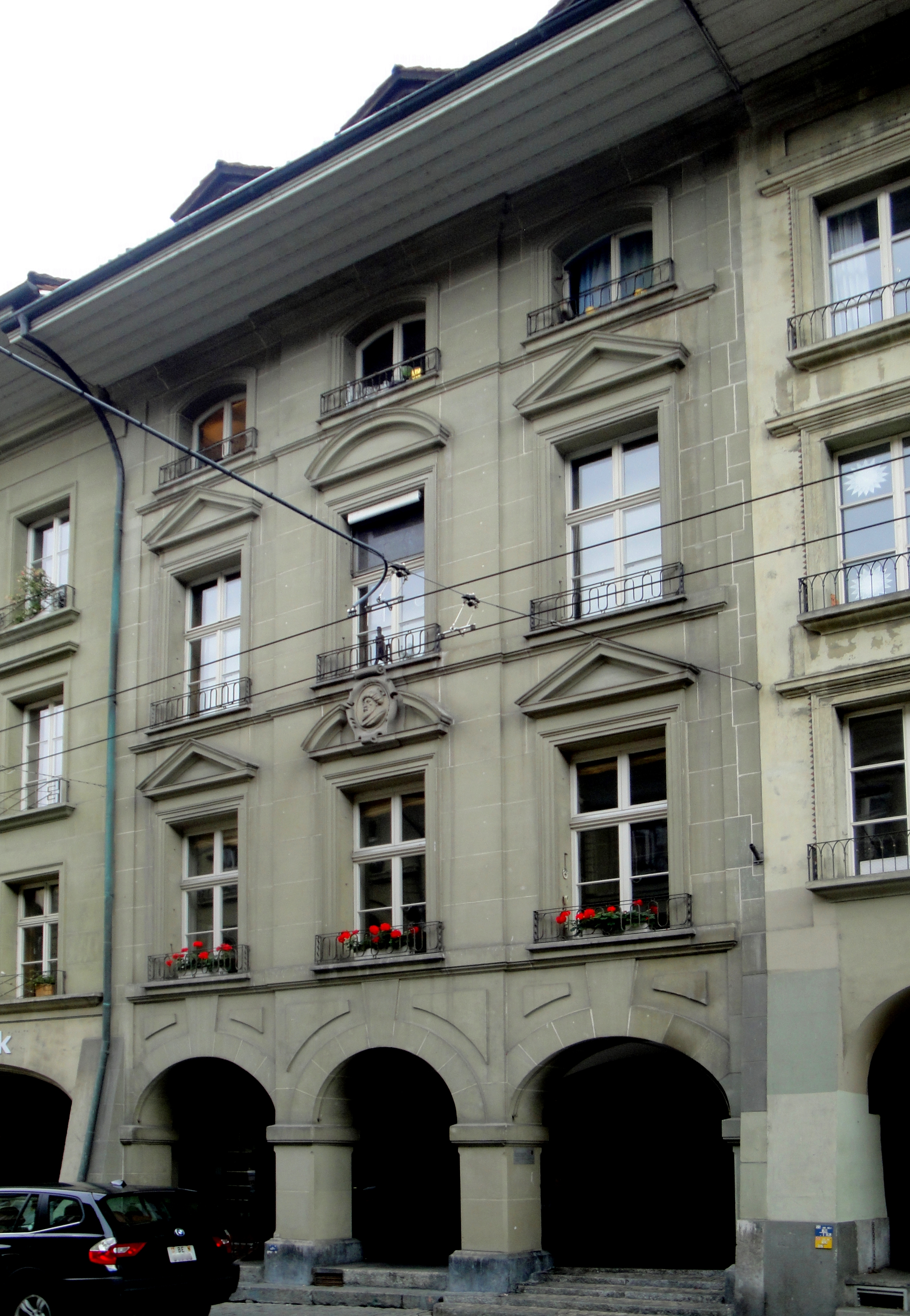
Haus der Gesellschaft zu Kaufleuten in Bern.

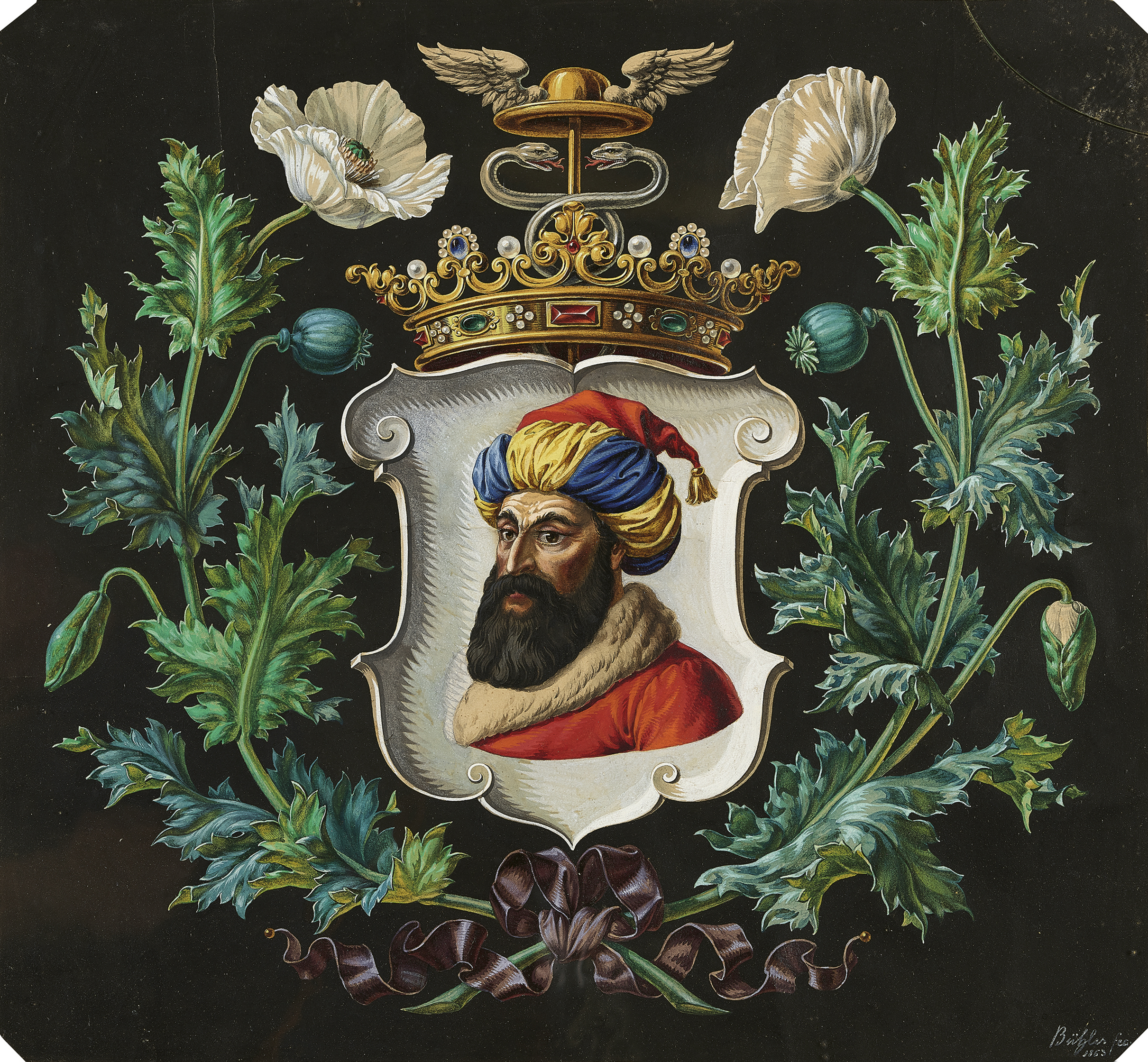
Entwurf für eine Wappenkartusche eines Bahrtuchs (1863)

Die Gesellschaft zu Kaufleuten ist eine der 13 Gesellschaften und Zünfte in der Stadt Bern und durch die Verfassung des Kantons Bern garantierte öffentlich-rechtliche Körperschaft. Sie ist eine burgerliche Korporation im Sinn der bernischen Gemeindegesetzgebung und untersteht der Aufsicht der kantonalen Behörden. Als Personalkörperschaft hat sie kein eigenes Territorium und ist steuerpflichtig. Sie umfasst alle Burgerinnen und Burger von Bern, die das Gesellschaftsrecht zu Kaufleuten besitzen. Zurzeit umfasst die Gesellschaft zu Kaufleuten ungefähr 1300 Mitglieder.
Die Gesellschaft zu Kaufleuten erscheint in den Quellen erstmals Ende 14. Jahrhundert als Krämergesellschaft. Spätestens seit 1431 hatte die Gesellschaft das Privileg der Markt- und Handelspolizei in den deutschsprachigen Gebieten der Stadt und Republik Bern. Die Gesellschaft kontrollierte Mass und Gewicht und übte die eigentliche Marktpolizei durch Aufseher (Henseler) aus. Das Privileg fiel 1798 mit der französischen Besetzung Berns.

## Personen
Nicht abschliessende Liste mit Angehörigen der Gesellschaft zu Kaufleuten, über welche ein deutschsprachiger Wikipedia-Artikel existiert.
- Niklaus Rodt (1650–1726), Landvogt zu Interlaken, Gerichtsschreiber, Obmann der Gesellschaft, Pietist
- Johann Rudolf Tschiffeli, Agronom
- John Webber, englischer Maler und Zeichner
- Henry Webber, Bildhauer
- Samuel Anton Wilhelmi, Theologieprofessor
- Niklaus Bernhard Morell (1754–1835), Artilleriehauptmann, Salzbuchhalter
- Karl Friedrich Morell (1759–1816), Botaniker, Chemiker und Apotheker
- Bernhard Rudolf Morell (1785–1859), Architekt
- Guillaume Henri Dufour (1787–1875)[3], Ingenieur, eidgenössischer General
- Karl von Rodt, Theologe
- Eduard von Rodt, Architekt und Historiker
- Martin Lauterburg, Künstler
- Erich Gruner, Politologe
- Walter Ludwig Wilhelm Lauterburg, Professor
- Paul Gruner, Physiker
- Bernhard Emanuel von Rodt, Historiker
- Christine Lauterburg, Sängerin
- Lorenz Hess, Nationalrat